# Анна Колтовская
Анна Ивановна Колтовская (по някои данни Анна Алексеевна) († 1627) е руска царица, четвърта и последна законна съпруга на Иван Грозни.
Анна Колтовская се омъжва за Иван Грозни през 1572 и живее с него до 1575 г., когато е заточена в Тихвинския манастир, където умира през 1627 г. с монашеското име сестра Даря.
По време на съвместното си съжителство с Анна Иван Грозни се намира под силното ѝ влияние. От позицията си на царица Анна води системна борба срещу опричнината, тъй като нейният любим, княз Вяземски, е бил измъчван в една от московските тъмници по заповед на царя. За една година, в продължението на която Иван Грозни се намирал под силното въздействие на Анна и нейното обкръжение, били репресирани почти всички опричници.